# Cuanza-Nord
Cuanza-Nord, aussi écrit Kwanza-Nord, est une province d’Angola située sur la rive nord du fleuve Kwanza. Sa population est estimée à 400 000 habitants sur une surface de 24 110 km2. Sa capitale est la ville de N'Dalantando.

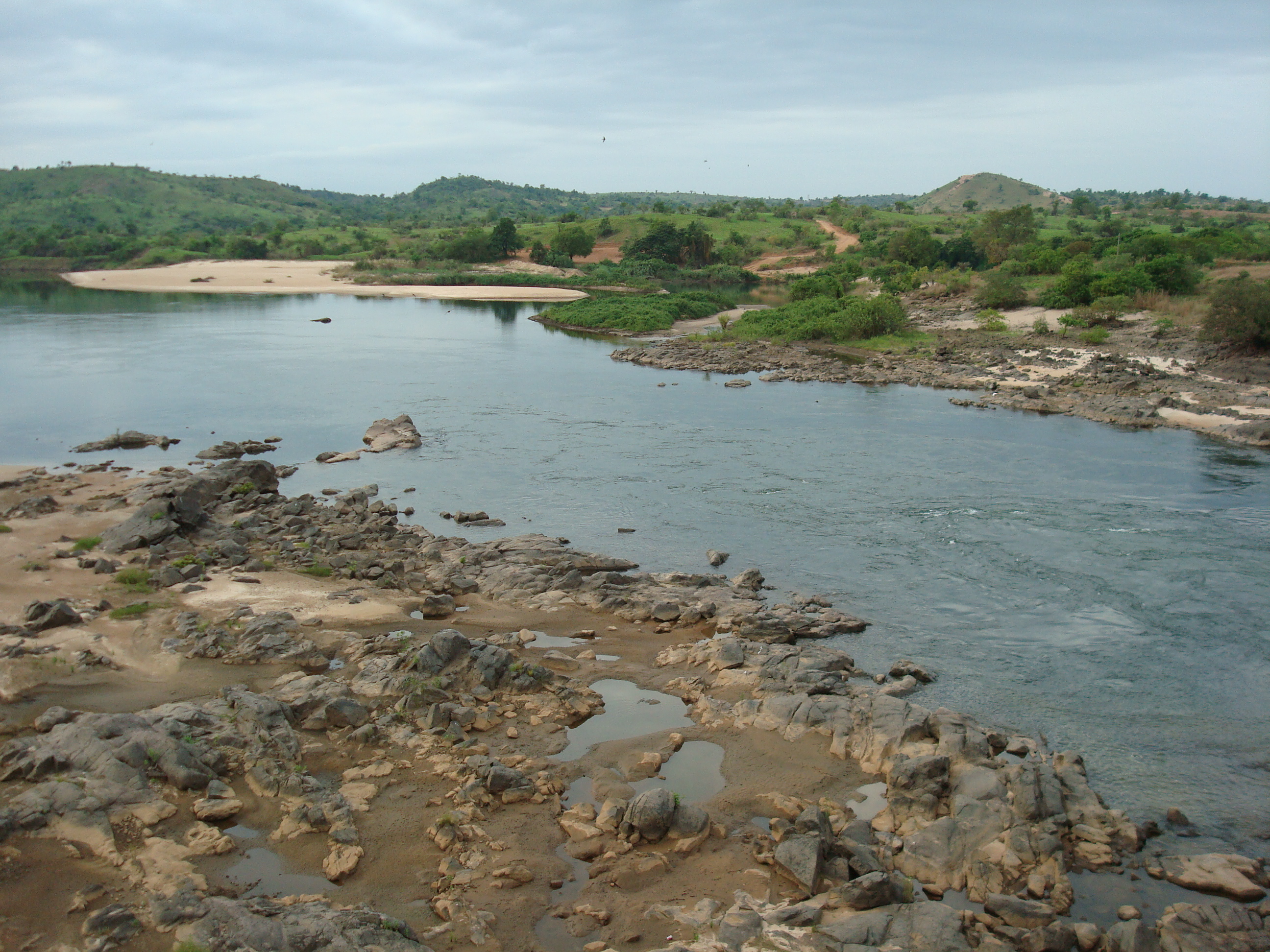
Cambambe, province de Cuanza Nord

## Municipalités
La province de Cuanza-Nord est divisée en 13 municipalités:
- Ambaca
- Banga
- Bolongongo
- Bula Atumba
- Cambambe
- Cazengo
- Dembos
- Golungo Alto
- Gonguembo
- Lucala
- Pango Aluquem
- Quiculungo
- Samba Caju